# 村川拓也
村川 拓也（むらかわ たくや、1982年 - ）は日本の演出家、映像作家。ドキュメンタリーやフィールドワークの手法を用いた作品を、映像・演劇・美術など様々な分野で発表している。虚構と現実の境界に生まれる村川の作品は、表現の方法論を問い直すだけでなく、現実世界での生のリアリティとは何かを模索する。2016年、東アジア文化交流使（文化庁）として中国・上海／北京に滞在。2022年、第21回AAF戯曲賞にて『事件』が特別賞を受賞。

## 主な作品
- 『ツァイトゲーバー』[3]
- 『インディペンデント リビング』[4]
- 『ムーンライト』[5]
- 『Pamilya（パミリヤ）』[6]
- 『事件』[7]